# Administração de Serviços Atmosféricos, Geofísicos e Astronômicos das Filipinas
A Administração de Serviços Atmosféricos, Geofísicos e Astronômicos das Filipinas ou Administração de Serviços Atmosféricos, Geofísicos e Astronómicos das Filipinas (em filipino: Pangasiwaan ng Pilipinas sa Serbisyong Atmosperiko, Heopisiko, at Astronomiko, PAGASA) é uma instituição nacional filipina destinada a prover recomendações, alertas e avisos sobre enchentes e tufões e previsões do tempo para o público em geral, incluindo avisos de tempo severo, assim como informações adicionais sobre meteorologia, astronomia e climatologia, além de outras informações. Segundo a agência, a PAGASA provê estes serviços para a proteção da vida e das propriedades e também para o suporte econômico, produtividade agrícola e desenvolvimento sustentável.

## Ligações externas

A área de responsabilidade de monitoração de ciclones tropicais da PAGASA